# A Laughing Death in Meatspace
A Laughing Death in Meatspace (с англ. — «Смеющаяся смерть в мясном пространстве») — дебютный студийный альбом австралийской рок-группы Tropical Fuck Storm, выпущенный 4 мая 2018 года ими самостоятельно и с помощью лейбла Joyful Noise Recordings. Мельбурнская супергруппа образована участниками групп The Drones, Palm Springs и High Tension. Группа, желая отойти от более рок-ориентированного звучания, которым The Drones были известны до своего последнего предхиатусного альбома Feelin Kinda Free, использовала для создания музыки ряд непонятных цифровых гитарных эффектов, синтезаторы, драм-машины и программное обеспечение DAW, такое как ProTools. Альбом был закончен менее чем через восемь месяцев после их первых концертных выступлений, и скорость его записи также оказала сильное влияние на его идиосинкразическое звучание, которое сочетает в себе такие жанры, как панк-блюз, арт-панк, психоделический рок и нойз-рок с влиянием поп-музыки и электронной музыки. Тексты песен, написанные Лиддиаром при участии других участников, описываются как апокалиптические и мрачно-юмористические; они затрагивают такие темы, как технологический прогресс, политическая поляризация, социально-экономическое неравенство, ксенофобия, культурные войны и многие другие. Название альбома связывает сленг Кремниевой долины, обозначающий физический мир, с нейродегенеративным заболеванием куру, встречающимся у народа форе в Папуа — Новой Гвинее.
В конце 2017 — начале 2018 года с альбома было выпущено четыре сингла. Музыкальные видеоклипы на каждый из них (включая трек «The Future of History») были также доступны на официальном YouTube-канале группы. Вскоре после релиза группа подписала контракт с Joyful Noise Recordings, которые занимались распространением альбома в США. Альбом получил «в целом благоприятный приём» на международном уровне, заслужив похвалу как за свой сырой и необычный стиль, так и за лирику. Несколько известных музыкантов, таких как Талия Зедек и Бритт Дэниел, также выразили свою любовь к альбому после его выхода, и он попал в многочисленные списки лучших альбомов года от изданий по всему миру.

## Запись
A Laughing Death in Meatspace был закончен менее чем за восемь месяцев после того, как группа отыграла свои первые концерты в сентябре 2017 года. Запись была сделана самими участниками в их домашней студии (под названием Dodgy Brothers Studio) , Лиддиард позже сказал, что «все было сделано в спешке […] это было странно. Безумные эксперименты, но в то же время попытки сохранить грув и лаконичность. Пытались понять, в какой странный ракурс может вписаться каждый из нас. Все писалось быстро, […] Это был хороший способ сделать альбом. У нас не было много времени на размышления, и это хорошо. Мы просто записали все и отправились в путь». В интервью Happy Mag он также заявил, что запись была сделана в то время, когда участники учились быть группой вместе: «Так что она не идеальна, не полностью сформирована или что-то в этом роде, но она классная».

## Обложка
Обложку для альбома разработал монреальский художник Джо Бекер. После того как обложка (названная «The King» в примечаниях к виниловому LP-релизу) была представлена, Лиддиард написал в Facebook: «Он выглядит так же, как он [альбом] звучит». Tiny Mix Tapes признали его 3-й лучшей обложкой альбома 2018 года.

## Отзывы
| Совокупная оценка     | Совокупная оценка |
| Источник              | Оценка            |
| --------------------- | ----------------- |
| Metacritic            | 80/100            |
| Оценки критиков       |                   |
| Источник              | Оценка            |
| AllMusic              | [ 1 ]             |
| Blurt                 | [ 16 ]            |
| Exclaim!              | 7/10              |
| Loud and Quiet        | 9/10              |
| Mojo                  | [ 17 ]            |
| OndaRock              | 7/10              |
| Q                     | [ 19 ]            |
| Tom Hull              | B+ ()             |
| Uncut                 | 8/10              |
| Vice (Expert Witness) | A−                |

Альбом получил положительные отзывы музыкальной критики и интернет-изданий: Allmusic.
На интернет-агрегаторе Metacritic, который присваивает нормализованный рейтинг из 100 баллов по рецензиям основных изданий, альбом получил средний балл 80 на основе 10 рецензий, что свидетельствует об «исключительно благоприятных отзывах».
The Quietus отметил, что «начало нового проекта, не обременённого именем или весомой репутацией Drones, похоже, дало Лиддиару свободу отбросить последние оставшиеся атрибуты рок-традиционализма в его написании песен и дать волю, с впечатляющими результатами». Роберт Кристгау, написавший рецензию на альбом для Noisey, высоко оценил вклад женщин группы, без которых «социально-исторические бредни Лиддиарда могли бы напоминать разбуженного Ника Кейва, изгибающего свой баритон». Несмотря на критику его текстов за то, что они «редко касаются истории», он пишет, что «песни Лиддиарда имеют больше социально-политического смысла, чем обычно удаётся менее многословным типам, плюс есть номер про Трампа, где Умпа-лумпа клеймит дроны и ядерные бомбы […] В большинстве рока такие мрачные шутки выходят дешёвыми, если не глупыми. Tropical Fuck Storm знают, как напугать вас ими». Spectrum Culture писал, что «A Laughing Death in Meatspace — это вновь обретённый фокус. The Drones были явно политической группой, но TFS ещё острее препарируют коррупцию и ксенофобию в плавящемся мире». Loud and Quiet описали альбом как «наблюдательный и язвительный, умная игра слов, запутанная в резко бумерангующие риффы [. … саундтрек к последней вечеринке в конце света». Майкл Толанд из Blurt был столь же позитивен, назвав альбом «одновременно ретрансляцией и эволюцией» по отношению к последним релизам Drones. Он заключает: «Это сочетание старого и нового, позволяющее Лиддиару играть на своих сильных сторонах как писателя, а новой группе — раскрашивать его композиции в другие цвета. Это сочетание комфорта и риска делает A Laughing Death in Meatspace одной из лучших рок-пластинок 2018 года».
Exclaim! написал, что «хотя их дебютная пластинка и не обладает такой мощью, как лучшие работы King Gizzard или Tame Impala, она все же демонстрирует группу, не боящуюся рисковать и впадать в беспорядок, и в результате их поисков получается интересный материал». Mojo написал, что «вонки-рок диссонанс группы не так провокационен, как они, возможно, думают. Тем не менее, здесь все равно есть чем насладиться».

### Итоговые списки
| Публикация             | Страна           | Список                                         | Ранг |
| ---------------------- | ---------------- | ---------------------------------------------- | ---- |
| The Quietus            | Великобритания   | The Quietus Albums of the Year 2018            | 16   |
| Sputnikmusic           | США              | Staff’s Top 50 Albums of 2018                  | 22   |
| Brooklyn Vegan         | США              | Brooklyn Vegan’s Top 50 Albums of 2018         | 47   |
| Brooklyn Vegan         | США              | Bill’s Indie Basement: Favorite Albums of 2018 | 8    |
| Slate                  | США              | Slate’s Best Albums of 2018                    | *    |
| Double J               | Австралия        | Double J’s 50 Best Albums of 2018              | 12   |
| Robert Christgau       | США              | 2018: Dean’s List                              | 74   |
| BBC (Late Junction)    | Великобритания   | Late Junction Albums of the Year 2018          | *    |
| The Attic              | Румыния/Норвегия | Favourite Albums of 2018                       | *    |
| France Inter           | Франция          | Best of 2018: rock’n’roll and punk rock        | *    |
| AllMusic (Rich Wilson) | США              | AllMusic Loves 2018                            | *    |
| Porcys                 | Польша           | Recap 2018: Indie                              | *    |
| Mondo Sonoro           | SpИспанияain     | The best international albums of 2018          | 16   |

* означает ненумерованный список.

### Награды и номинации
Альбом был включён в лонг-лист Австралийской музыкальной премии 2018 года Australian Music Prize, но не попал в шорт-лист. Альбом также был номинирован в категории «Лучший рок/панк альбом» на церемонии Music Victoria Awards 2018 года, уступив альбому Little Ugly Girls с собственным названием.

## Список композиций
Слова и музыка всех песен — Tropical Fuck Storm.
| №                   | Название                        | Длительность |
| ------------------- | ------------------------------- | ------------ |
| 1.                  | «You Let My Tyres Down»         | 5:41         |
| 2.                  | «Antimatter Animals»            | 5:14         |
| 3.                  | «Chameleon Paint»               | 4:30         |
| 4.                  | «The Future of History»         | 4:25         |
| 5.                  | «Two Afternoons»                | 4:33         |
| 6.                  | «Soft Power»                    | 5:48         |
| 7.                  | «Shellfish Toxin»               | 5:35         |
| 8.                  | «A Laughing Death in Meatspace» | 5:31         |
| 9.                  | «Rubber Bullies»                | 6:01         |
| Общая длительность: | Общая длительность:             | 47:18        |

## Чарты
| Чарт (2018)                            | Высшая позиция |
| -------------------------------------- | -------------- |
| Австралия (ARIA)                       | 25             |
| США (Billboard Independent Albums)     | 46             |
| США (Billboard Top Heatseekers Albums) | 17             |